# Tacuba
Tacuba es, actualmente, una colonia y pueblo originario del poniente de la Ciudad de México ubicada en la alcaldía Miguel Hidalgo. Sus límites territoriales son al norte con Primavera y Av. Ferrocarriles Nacionales de México, al norponiente con Av. Azcapotzcalco y Calzada Legaria, al poniente con Av. Marina Nacional, Lago Superior y Lago Taulebe, al sur con Felipe Carrillo Puerto, al nororiente con Mar Baffin y Mar Behring y finalmente al oriente con Golfo de California y Mar Irlanda.
Las colonias circundantes son al norte con Ángel Zimbrón y San Álvaro pertenecientes a la alcaldía Azcapotzalco, al poniente con San Diego Ocoyoacac, Torre Blanca y Legaria, al sur con San Juanico y finalmente al suroriente y oriente con Popotla.

## Origen del nombre
Originalmente denominado Tlacopan, significa "Lugar de los juncos" (del náhuatl tlacotl, "junco", -pan, "lugar").
Hoy en día, se conoce a Tacuba como una colonia ubicada en la alcaldía Miguel Hidalgo y en Azcapotzalco, en la Ciudad de México, y también como dos calles: una de las principales avenidas (la Calzada México-Tacuba), que atraviesa toda la ciudad, y la calle Tacuba, en el centro histórico de la Ciudad de México, pero en el pasado fue uno de los señoríos mesoamericanos importantes que se establecieron en la ribera poniente del Valle de México.[cita requerida]

## Breve historia
Asentado en las tierras fértiles de la entonces ribera occidental del Lago de Texcoco, se encontraba el señorío de Tlacopan. Fundado por Tlacomatzin, estaba sometido al señorío tepaneca en Azcapotzalco, el mayor y más estable hasta el momento, señorío de la Meseta Central. Para derrocar a Azcapotzalco, Tlacopan se alió con los señoríos de Tenochtitlan y de Texcoco en la Triple Alianza, en el año de 1428 d. C.. La Triple Alianza derrocó a Azcapotzalco, y le correspondió a Tlacopan una quinta parte de la tributación total de los pueblos conquistados.
Posteriormente, de entre estos tres señoríos, se destacó militar y políticamente el de los mexicas en Tenochtitlan, que terminó imponiéndose sobre sus dos aliados. Tlacopan, más pequeño que Texcoco, cedió más rápidamente ante la voluntad mexica, mientras que Texcoco, encabezado por líderes cosmopolitas, mantuvo con relativamente mayor éxito su autonomía de las casas gobernantes en Tenochtitlán.
Durante los 100 años que siguieron al derrocamiento de Azcapotzalco y que terminaron con la Conquista Española, el imperio centrado en México-Tenochtitlán desarrolló una serie de obras hidráulicas y arquitectónicas que cambiaría la vista de los pobladores de Tlacopan. Una de las cuatro calzadas que conectaban el islote de México-Tenochtitlán con las orillas de lago era precisamente la calzada México-Tacuba, que prácticamente sigue el mismo trazo hasta nuestros días, partiendo del Plaza de la Constitución de la Ciudad de México (Zócalo) y llegando a Tacuba. En su recorrido toma los nombres de Avenida Hidalgo, Puente de Alvarado, Rivera de San Cosme y Calzada México Tacuba (coloquialmente conocida como Tacuba).
En pleno territorio de Tlacopan, hoy cerca del cruce las avenidas México-Tacuba y Mariano Escobedo, se encuentra aún un viejo árbol ahuehuete, bien conocido como el Árbol de la Noche Triste. Se dice que este es el sitio donde Hernán Cortés se lamentó de su primera derrota ante el Imperio Mexica, un 30 de junio en 1520. En el intento de retirada, el ejército de Cortés no encontró más que el estrecho camino de la calzada rodeado de las aguas del lago. Cuando Cortés arremetió en contra de México-Tenochtitlán uno de los primeros detalles que aseguro fue allanar y desecar camino en caso de una segunda eventualidad, se derrumbaron construcciones y se arrojaron los escombros sobre las acequias. El nuevo terreno sólido fue sólo el inicio de otro largo período de cambios que sufriría el paisaje del pueblo de Tlacopan.
La concepción de la política prehispánica cambió hasta la conquista de México por Hernán Cortés en 1521. Sin embargo, dado el sistema de alianzas que siguió Hernán Cortés, algunos de estos cambios se establecieron paulatinamente. Primero, Tacuba fue otorgada como encomienda a Isabel Moctezuma, hija de Moctezuma Xocoyotzin, por el propio Cortés. Posteriormente, en sus alrededores se fundan una serie de haciendas como la Hacienda Pensil, la Hacienda de San Antonio Clavería y La Hacienda de los Morales. Para las personas oriundas de la Ciudad de México todos estos son nombres familiares; por citar algunos ejemplos bien conocidos hoy en día son la gran Colonia Pensil y el restaurante La Hacienda de los Morales, uno de los más caprichosos representantes de la comida mexicana.
Regresando al orden histórico, la orden de los franciscanos funda la actual parroquia y convento de San Gabriel, hoy en día la principal parroquia católica en la zona. Tiempo después se establece el convento carmelita de San Joaquín. El desarrollo de Tacuba en los siglos posteriores hasta inicios del siglo XIX estuvo irónicamente íntimamente ligado con la población de Azcapotzalco. Hacia finales de este siglo se ven surgir suburbios campestres, que después evolucionarían a las grandes colonias actuales. Tal es el caso de Popotla, Casco de Santo Tomás y San Álvaro. Todas estas conservan estructuras del siglo XIX y principios del siglo XX, así como algunas de las primeras villas campestres cerca de la ciudad. 
Hoy en día, con una Calzada México-Tacuba de claramente mayor tamaño, Tacuba es una de las grandes colonias, dentro de la alcaldía Miguel Hidalgo, en una de las más grandes ciudades del mundo. La familiaridad de nombre de Tacuba se debe en parte a su tamaño, y en parte para todos los ciudadanos que nunca habían pisado el lugar, por ser el destino original de la segunda línea del sistema de transporte colectivo metro. 
Siendo un lugar de tal tamaño y delimitación tan difusa, es natural tener una visión dividida en cuanto a su estado actual. No puede evitarse ver el deterioro de algunos de los monumentos históricos ante el ambulantaje o comercio informal en la ciudad. En otros casos más alentadores tales como la Hacienda de los Morales, el carácter pintoresco de los días de antaño ha encontrado una manera de sobrevivir y en algunos otros casos se han modernizado como es el caso de la creación del Parque Bicentenario (Ciudad de México) a partir de una refinería en esta demarcación.

## Evolución del pueblo de Tacuba
De orígenes prehispánicos, el afamado pueblo de Tacuba sufrió diversas transformaciones a lo largo del siglo XX que cambiaron buena parte de su fisonomía. Entre los puntos de interés de esta localidad, algunos todavía existen, mientras otros han desaparecido:

### El templo de San Gabriel Arcángel

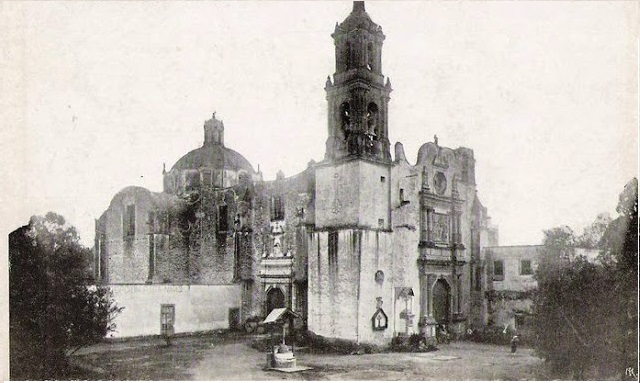
Imagen, captada en las primeras décadas del, podemos ver que a la derecha se extiende el atrio.

Fue la parroquia principal de una extensa región que abarcaba dieciocho poblaciones, desde San Bartolomé Naucalpan y San Lorenzo Tlaltenango hasta San Esteban Popotla. Concluida alrededor de 1573, pasó por diversas modificaciones en el interior y el exterior, particularmente en 1755, en 1871 y a mediados de los setenta. A la derecha del templo se extiende el atrio que después se convirtió en el Jardín Juárez, famoso por los concursos de baile que se realizaban en el kiosco. Esta área desapareció casi por completo con la llegada de la línea 7 del metro en 1984. 

### El palacio municipal de Tacuba

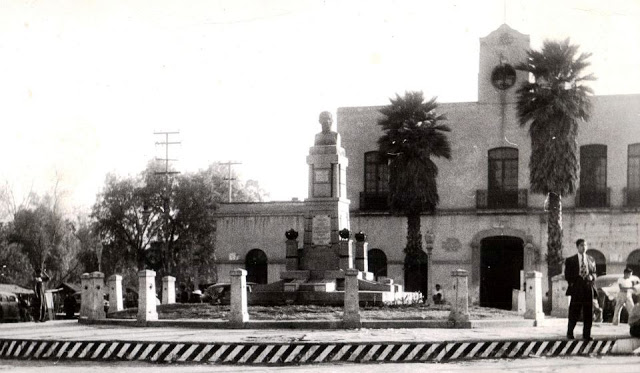
Fotografía tomada en la década de 1950

Se ubicó frente al templo de San Gabriel, con la fachada orientada hacia la Calzada México-Tacuba. Tras la supresión del régimen municipal en 1929, continuó ocupado por diversas oficinas y sufrió cambios menores en el exterior; finalmente fue demolido hacia 1960 y ahora el lugar está ocupado por árboles y puestos ambulantes. Entre este edificio y la avenida había una glorieta con un busto de Felipe Carrillo Puerto. 

### La estatua de José María Morelos

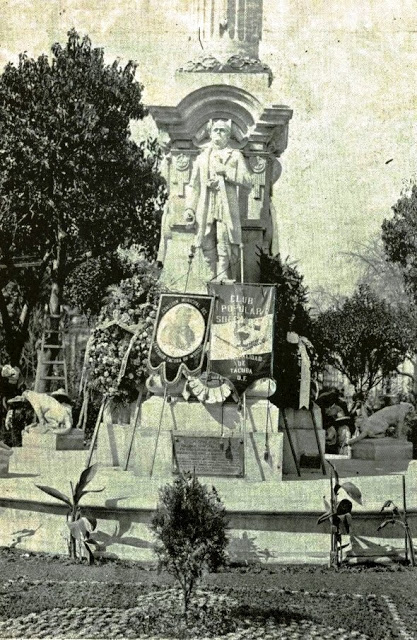
Fotografía tomada en 1912

Estuvo en un jardín triangular situado en la Calzada México-Tacuba, entre Golfo de Campeche y Golfo de México. Este espacio se perdió al ampliar dicha arteria en los años setenta; de acuerdo con el libro Microhistorias de Tacuba, la estatua fue trasladada a la ciudad de Veracruz. A ella debe su nombre el vecino Instituto Morelos.  

### El antiguo mercado

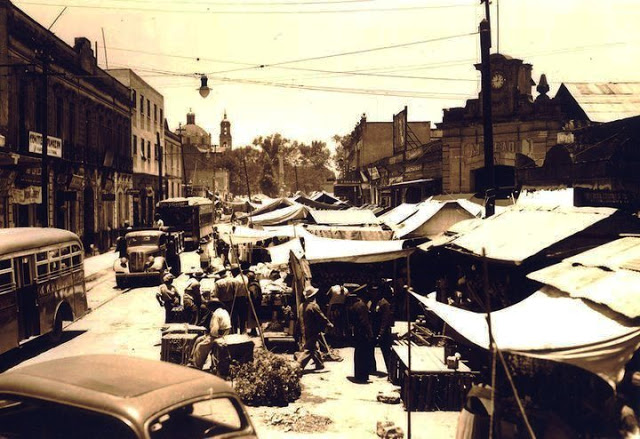
El antiguo mercado

Esta construcción con fachada de cantera y techo de dos aguas, que había sustituido al tianguis originario, dominaba la esquina de la Calzada México-Tacuba y Mar Arábigo a inicios del siglo XX. Con el tiempo se volvió insuficiente; por varias décadas los puestos semifijos ocuparon el carril norte de la avenida, hasta que en 1956 se edificó el nuevo mercado en la acera de enfrente. El anterior fue reemplazado por un juzgado cívico y por la Coordinación Territorial MH-1 de la policía capitalina.

### El Castillo
En la calle de Lago Güija, entre Golfo de San Lorenzo y la actual Marina Nacional, se encontraba la propiedad conocida como "El Castillo". Era un chalet que había pertenecido a una familia alemana durante el Porfiriato, y destacaba por hallarse en la cima de un pequeño montículo llamado comúnmente "El Cerrito de Tacuba"; de acuerdo con diversas fuentes, este correspondía al teocalli principal de la antigua Tlacopan, ubicado en el centro de un amplio recinto ceremonial. La casa fue derribada en 1970 para levantar los Almacenes García.

### La Escuela Nacional de Ciencias Químicas
Este conjunto, parte de la Universidad Nacional de México, se erigió en 1916 junto a la vía del Ferrocarril Central; en sus aulas estudió Gregorio "Goyo" Cárdenas, vecino de la zona, quien en 1942 pasaría a la historia como "El Estrangulador de Tacuba". Tras la mudanza de la institución a la Ciudad Universitaria, el inmueble albergó a la Escuela Nacional de Artes Plásticas y a la Preparatoria Popular Tacuba; en la actualidad es la sede de la Fundación Roberto Medellín de la Facultad de Química de la UNAM.[cita requerida]

### El Rastro de Tacuba
Considerado el primero del país, y por mucho tiempo el más higiénico, el Rastro de Tacuba se inauguró en 1929. Ocupó un predio en forma de L que tenía una entrada sobre la calle Lago Gascasónica y otra por el lado de la calle Cañito, y en 1958, con la apertura del Rastro de Ferrería, cedió su lugar al Centro de Sanciones Administrativas y de Integración Social, que heredó de aquel el popular sobrenombre de "Torito".[cita requerida]

### La Perulera
La residencia ubicada en la esquina de Felipe Carrillo Puerto y Golfo de Adén, conocida como Hacienda El Portal o La Perulera, data de 1735, aunque luego se remodeló. Este inmueble contaba con una plaza de toros en la parte trasera, que fue demolida entre 1934 y 1938; la casa estuvo habitada hasta mediados del siglo XX y en 1986 fue arrendada por el ISSSTE para establecer ahí un centro cultural y biblioteca, que cayó en el abandono a principios de la década pasada. Hoy está en proceso de ser adquirida por el gobierno de la demarcación Miguel Hidalgo.

### El Pensil Mexicano
Fue una de las fincas de recreo más extraordinarias de la ciudad. Decorado en estilo barroco, este jardín data de 1766 y tuvo una superficie de tres mil metros cuadrados; hoy se encuentra en ruinas en la calle de Lago Chiem, frente a la colonia a la que da nombre. El Pensil fue parte de un conjunto de tívolis que se encontraban en la calzada México-Tacuba y sus alrededores; se estableció cerca del río San Joaquín e incluso fue aprovechado como casa de descanso por el virrey Bernardo de Gálvez, además de servir como escenario para el estreno del vals Las flores del Pensil, interpretado por Ángela Peralta. Escenario de leyendas de tesoros enterrados y fantasmas, se declaró monumento histórico en 1933, lo que no ha impedido el abandono y la mutilación del jardín y la capilla.[cita requerida]

## Residentes célebres
- Carlos Jiménez Mabarak (1916-1994) Destacado compositor mexicano y representante de la música del siglo XX. Recibió en 1994 el Premio Nacional de Ciencias y artes en el área de Bellas Artes correspondiente a 1993.[7] Nació en Tacuba.
- Filiberto Fili Nava "El Zurdo de Tacuba" (1930-2003) Boxeador, campeón nacional pluma y considerado entre los mejores pesos gallos del mundo en la década de los 60. Su segunda pelea ante Raúl Ratón Macías en 1954 motivó al empresario Salvador Lutteroth a construir la actual Arena México. Vivió en Tacuba. [8]